# Distretto di Qaysar
Il distretto di Qaysar è un distretto dell'Afghanistan appartenente alla provincia del Faryab. Viene stimata una popolazione di 138.400  abitanti (dato 2012-13).